# Meillonnas
Meillonnas település Franciaországban, Ain megyében. Lakosainak száma 1383 fő (2022. január 1.). Meillonnas Drom, Jasseron, Saint-Étienne-du-Bois és Val-Revermont községekkel határos.

## Népesség
A település népességének változása:
| Lakosok száma | 630  | 891  | 1051 | 1305 | 1303 | 1316 | 1335 | 1356 | 1379 | 1383 |
|               | 1968 | 1982 | 1990 | 2006 | 2013 | 2015 | 2017 | 2019 | 2020 | 2022 |